# Alfons Mazurek
Alfons Maria Mazurek, również: Alfons Maria od Ducha Świętego OCD, właśc. Józef Mazurek (ur. 1 marca 1891 w Baranówce, zm. 28 sierpnia 1944 w Nawojowej Górze) – błogosławiony i męczennik Kościoła katolickiego, polski duchowny katolicki, karmelita bosy.

## Życiorys
Józef Mazurek urodził się w rodzinie Wojciecha i Marianny z domu Goździów. Po ukończeniu Małego Seminarium karmelitów bosych w Wadowicach i tamtejszego gimnazjum, w 1908 roku wstąpił do nowicjatu w Czernej przyjmując imię Alfons Maria od Ducha Świętego. Studiował teologię, filozofię w Krakowie, Linzu, Wiedniu i tam w katedrze św. Szczepana 16 lipca 1916 przyjął święcenia kapłańskie.
Był profesorem i rektorem seminarium karmelickiego i dyrektorem tercjarzy w klasztorze w Wadowicach. W 1930 został przeorem klasztoru w Czernej. W 1936 został pierwszym w Polsce wizytatorem tercjarzy karmelitańskich. Napisał dla nich w 1937 Statuty. Pozostawił także w rękopisie opracowane pieśni kościelne (jest autorem Tam wśród ciszy sinych borów). W Czernej prowadził na wysokim poziomie chór kościelny. Przygotował do druku brewiarzyk dla tercjarzy oraz wznowienie tekstów rekolekcyjnych napisanych przez karmelitę trzewiczkowego o. Marcina Rubczyńskiego. Publikował artykuły na łamach „Głosu Karmelu” (listy z „kolegium na Gorce” oraz teksty dla tercjarzy).
Odłączony od grupy zakonników i mieszkańców Czernej, którzy mieli pracować przy fortyfikacjach, zginął śmiercią męczeńską 28 sierpnia 1944 zastrzelony przez żołnierza SS.

## Beatyfikacja
Został beatyfikowany przez Jana Pawła II 13 czerwca 1999 wraz z grupą polskich męczenników okresu II wojny światowej.
Jego wspomnienie liturgiczne obchodzone jest w dzienną pamiątkę śmierci i w grupie 108 błogosławionych.
Relikwie Błogosławionego Alfonsa znajdują się w kościele karmelitów bosych w Wadowicach.